# Il tempo della cometa
Il tempo della cometa (Koha e kometës) è un film del 2008 diretto da Fatmir Koçi, basato sul romanzo storico ‘’Viti i mbrapshtë’’ (1985) scritto da Ismail Kadare.

## Trama
Ambientato in Albania nel 1912, immediatamente dopo l’Indipendenza del Paese dal lungo dominio Ottomano, in un clima di anarchia e di incertezza, il protagonista Shestan (Blerim Destani) parte alla ricerca della guerra per liberare l'Albania dall'occupazione delle potenze straniere. Con l’intenzione di appoggiare la causa europeista e di proteggere il neo-re d’Albania, armato e con i suoi più fedeli amici partono per una guerra inesistente.
Invece della guerra trova l'amore della sua vita.